# Ледоломац (ТВ серија)
Ледоломац (енгл. Snowpiercer) је америчка постапокалиптичо-дистопијска трилер телевизијска серија чија је премијера била 7. маја 2020. године на каналу TNT. Базирана је на истоименом јужнокорејско-чешком филму, чији је режисер Бонг Џун-хо и по француском графичком роману Snowpiercer (франц. Le Transperceneige), из ког је адаптиран филм, чији су творци Жак Лоб, Бенжамин Рошет и Жан Марк Легран.
Серија, чији заплет почиње са исте тачке као и филм, прати путнике Ледоломца, џиновског, непрестано покретног воза који кружи светом носећи остатке човечанства седам година након што свет постане смрзнута пустош. Серија испитује класни рат, социјалну правду и политику преживљавања. Дејвид Дигс и Џенифер Конели представљају главне улоге, заједно са глумцима као што су Мики Самнер, Анализа Басо, Саша Фролова, Алисон Рајт, Бенџамин Хај, Роберто Јурбина, Кејти Магиниз, Сузан Парк, Лена Хол, Шејла Ванд, Сем Ото, Идо Голдберг и Џејлин Флечер. Роуен Бланчард, Стивен Ог и Шон Бин придружују се главним улогама у другој сезони.
Док је била у развоју канала TNT преко три године, серија се суочила са бројним продукцијским проблемима и застојима који су произишли из креативних разлика између продуцената и мреже серије. Серија је остала у развојном паклу до маја 2019, када је најављено да ће се серија уместо на каналу TNT, приказивати на каналу TBS, који се налази у истом власништву, током друге четвртине 2020. године и да је већ наручена друга сезона. Међутим, у септембру 2019, одлука о промени мрежа је поништена.
Пре гашења у студију, до којих је дошло због избијања пандемије вируса корона, већина продукције у другој сезони је завршена. Друга сезона је премијерно емитована од 25. јануара 2021, трећа од 24. јануара 2022, док је четврта и последња сезона емитована од 21. јула до 22. септембра 2024. године.